# باتريك كيلباتريك
باتريك كيلباتريك (بالإنجليزية: Patrick Kilpatrick)‏ هو ممثل أمريكي، ولد في 20 أغسطس 1949 في الولايات المتحدة.

## أعمال

### أفلام
- (1996) ماحي[5]
- (1997)  الإنقاذ
- (2002) تقرير الأقلية[6]
- (2018) ماء أسود

## وصلات خارجية
- باتريك كيلباتريك على موقع IMDb (الإنجليزية)
- باتريك كيلباتريك على موقع قاعدة بيانات الفيلم (الإنجليزية)